# Tetramerium carranzae
Tetramerium carranzae är en akantusväxtart som beskrevs av T.F.Daniel. Tetramerium carranzae ingår i släktet Tetramerium och familjen akantusväxter. Inga underarter finns listade i Catalogue of Life.